# Burgstall Nieder-Ohmen
Der Burgstall Nieder-Ohmen, örtlich Burgschoan, Burgschale oder Burgschall genannt, bezeichnet eine abgegangene Niederungsburg vom Typus einer Turmburg auf einer kleinen von der Ohm und dem Mühlgraben umschlossenen Insel, Burgschoan genannt. Die restaurierten Reste der wiederaufgefundenen Burg liegen am linken Ufer der Ohm und bezeichnenderweise in der Flur Burgschall am nördlichen Ortsrand von Nieder-Ohmen, einem Ortsteil der Gemeinde Mücke im Vogelsbergkreis in Hessen.
Vermutlich wurde die Turmburg zur Kontrolle und Sicherung einer alten Handelsstraße von Alsfeld-Laubach nach Grünberg-Ulrichstein errichtet. Ihre Lage auf der Flussinsel war ideal zur Kontrolle der hier existierenden wichtigen Furt.
Bei Arbeiten an einem Abwasserkanal wurden 1986 die Fundamente eines Rundturms mit einem Durchmesser von etwa 13 Meter und einer Mauerstärke von 3 Meter freigelegt und die Grundmauern restauriert. Über die Geschichte der Turmburg ist nichts urkundlich überliefert. Datierbare Scherbenfunde weisen auf eine karolingisch-ottonische Entstehung im späten 9. oder im frühen 10. Jahrhundert hin. Möglicherweise ist sie als Teil eines 1002 in Nieder-Ohmen bezeugten Königsgutes zu sehen. Weitere Funde finden sich bis ins 11. Jahrhundert. Vom 12. bis 15. Jahrhundert ist kein Fundmaterial vorhanden. Das lässt den Schluss zu, dass die Burg ab dem 12. Jahrhundert bereits nicht mehr genutzt wurde und verfiel.